# 国際美術家友好協会
国際美術家友好協会（こくさいびじゅつかゆうこうきょうかい、略称：IAFA）は、日本の美術家団体である。

## 概要
国際美術家友好協会（こくさいびじゅつかゆうこうきょうかい）は、2005年に多田晴義、南美穂子、柳沢義廣によって各派画壇、流派にとらわれず広く美術を愛する人を対象に誰でもが参加できる友好協会として発足した。
美術作家を目指す新人、未経験者のプロデュース、美術家年鑑、美術誌への掲載、現物オークション、オンラインショップ等での作品販売を行い、幅広く、美術家のための発展、繁栄を目指して活動している。